# Louk Verhees Jr.
Louk Verhees Jr. (ur. 2 września 1964) – holenderski brydżysta, World Life Master w kategorii Open (WBF), European Grand Champion i European Champion w kategorii Open (EBL). Louk Verhees Jr. jest programistą i profesjonalnym brydżystą. Jest żonaty z Jane Brughe i ma dwie córki. Jego regularnym partnerem jest Ricco van Prooijen.

## Wyniki brydżowe

### Olimpiady
Na olimpiadach uzyskał następujące rezultaty:
| Olimpiady brydżowe. Zawody teamów | Olimpiady brydżowe. Zawody teamów | Olimpiady brydżowe. Zawody teamów | Olimpiady brydżowe. Zawody teamów | Olimpiady brydżowe. Zawody teamów | Olimpiady brydżowe. Zawody teamów |
| Rok                               | Miejsce                           | Zawody                            | Kategoria                         | Drużyna                           | Pozycja                           |
| --------------------------------- | --------------------------------- | --------------------------------- | --------------------------------- | --------------------------------- | --------------------------------- |
| 2012                              | Lille                             | 2. Olimpiada Sportów Umysłowych   | Open                              | Netherlands                       | 5                                 |
| 2004                              | Stambuł                           | 12b Olimpiada Teamów              | Open                              | Netherlands                       | 2                                 |

### Zawody światowe
W światowych zawodach zdobył następujące lokaty:
| Mistrzostwa Świata. Konkurencja teamów | Mistrzostwa Świata. Konkurencja teamów | Mistrzostwa Świata. Konkurencja teamów | Mistrzostwa Świata. Konkurencja teamów | Mistrzostwa Świata. Konkurencja teamów | Mistrzostwa Świata. Konkurencja teamów |
| Rok                                    | Miejsce                                | Zawody                                 | Kategoria                              | Drużyna                                | Pozycja                                |
| -------------------------------------- | -------------------------------------- | -------------------------------------- | -------------------------------------- | -------------------------------------- | -------------------------------------- |
| 2011                                   | Pekin                                  | SportAccord World Mind Games           | Mężczyźni                              | Netherlands                            | 1                                      |
| 2011                                   | Veldhoven                              | 40. Mistrzostwa Świata Teamów          | Open                                   | Netherlands                            | 1                                      |
| 2010                                   | Filadelfia                             | 13. Seria Mistrzostw Świata            | Open                                   | Schwartz                               | 33                                     |
| 2006                                   | Werona                                 | 12. Mistrzostwa Świata                 | Open                                   | Spector                                | 97                                     |
| 2005                                   | Estoril                                | 37. Mistrzostwa Świata Teamów          | Trans                                  | Orange 1                               | 58                                     |
| 2005                                   | Estoril                                | 37. Mistrzostwa Świata Teamów          | Open                                   | Netherlands                            | 10                                     |
| 2003                                   | Monte Carlo                            | 36. Mistrzostwa Świata Teamów          | Tran                                   | Jansma                                 | 3                                      |
| 2002                                   | Montreal                               | 11. Mistrzostwa Świata                 | Open                                   | Maas                                   | 9                                      |
| 1998                                   | Lille                                  | 10. Mistrzostwa Świata                 | Open                                   | Hoogenkamp                             | 65                                     |

| Mistrzostwa Świata. Konkurencja par | Mistrzostwa Świata. Konkurencja par | Mistrzostwa Świata. Konkurencja par | Mistrzostwa Świata. Konkurencja par | Mistrzostwa Świata. Konkurencja par | Mistrzostwa Świata. Konkurencja par |
| Rok                                 | Miejsce                             | Zawody                              | Kategoria                           | Partner                             | Pozycja                             |
| ----------------------------------- | ----------------------------------- | ----------------------------------- | ----------------------------------- | ----------------------------------- | ----------------------------------- |
| 2011                                | Pekin                               | SportAccord World Mind Games        | Mężczyźni                           | Ricco van Prooijen                  | 10                                  |
| 2010                                | Filadelfia                          | 13. Mistrzostwa Świata              | Miksty                              | Lyudmila Antonova                   | 265                                 |
| 2010                                | Filadelfia                          | 13. Mistrzostwa Świata              | Open                                | Ricco van Prooijen                  | 7                                   |
| 2006                                | Werona                              | 12. Mistrzostwa Świata              | Miksty                              | Meike Wortel                        | 43                                  |
| 2006                                | Werona                              | 12. Mistrzostwa Świata              | Open                                | Jan Jansma                          | 12                                  |
| 2002                                | Montreal                            | 11. Mistrzostwa Świata              | Miksty                              | Anneke Simons                       | 45                                  |
| 2002                                | Montreal                            | 11. Mistrzostwa Świata              | Open                                | Jan Jansma                          | 83                                  |

| Mistrzostwa Świata. Konkurencja indywidualna | Mistrzostwa Świata. Konkurencja indywidualna | Mistrzostwa Świata. Konkurencja indywidualna | Mistrzostwa Świata. Konkurencja indywidualna | Mistrzostwa Świata. Konkurencja indywidualna | Mistrzostwa Świata. Konkurencja indywidualna |
| Rok                                          | Miejsce                                      | Zawody                                       | Kategoria                                    | Pozycja                                      |                                              |
| -------------------------------------------- | -------------------------------------------- | -------------------------------------------- | -------------------------------------------- | -------------------------------------------- | -------------------------------------------- |
| 2011                                         | Pekin                                        | SportAccord World Mind Games                 | Mężczyźni                                    | 14                                           |                                              |

### Zawody europejskie
W europejskich zawodach zdobył następujące lokaty:
| Zawody europejskie. Konkurencja teamów | Zawody europejskie. Konkurencja teamów | Zawody europejskie. Konkurencja teamów | Zawody europejskie. Konkurencja teamów | Zawody europejskie. Konkurencja teamów | Zawody europejskie. Konkurencja teamów |
| Rok                                    | Miejsce                                | Zawody                                 | Kategoria                              | Drużyna                                | Pozycja                                |
| -------------------------------------- | -------------------------------------- | -------------------------------------- | -------------------------------------- | -------------------------------------- | -------------------------------------- |
| 2012                                   | Dublin                                 | 51. Mistrzostwa Europy Teamów          | Open                                   | Netherlands                            | 2                                      |
| 2009                                   | San Remo                               | 4. Otwarte Mistrzostwa Europy          | Open                                   | White House NL 1                       | 17                                     |
| 2008                                   | Amsterdam                              | 7. Puchar Europy                       | Open                                   | TWH-Netherlands                        | 5                                      |
| 2007                                   | Antalya                                | 3. Otwarte Mistrzostwa Europy          | Miksty                                 | Vriend                                 | 9                                      |
| 2007                                   | Antalya                                | 3. Otwarte Mistrzostwa Europy          | Open                                   | Orange 1                               | 5                                      |
| 2005                                   | Teneryfa                               | 2. Otwarte Mistrzostwa Europy          | Miksty                                 | Pasman                                 | 17                                     |
| 2005                                   | Teneryfa                               | 2. Otwarte Mistrzostwa Europy          | Open                                   | Orange 1                               | 1                                      |
| 2004                                   | Malmö                                  | 47. Mistrzostwa Europy Teamów          | Open                                   | Netherlands                            | 6                                      |
| 2003                                   | Mentona                                | 1. Otwarte Mistrzostwa Europy          | Open                                   | Net Jansma                             | 52                                     |
| 2002                                   | Salsomaggiore                          | 46. Mistrzostwa Europy Teamów          | Open                                   | Netherlands                            | 7                                      |
| 2001                                   | Teneryfa                               | 45. Mistrzostwa Europy Teamów          | Open                                   | Netherlands                            | 9                                      |
| 2000                                   | Bellaria                               | 6. Mistrzostwa Europy Mikstów          | Miksty                                 | Verhees                                | 62                                     |
| 1998                                   | Akwizgran                              | 5. Mistrzostwa Europy Mikstów          | Miksty                                 | Dirks                                  | 58                                     |
| 1997                                   | Montecatini                            | 43. Mistrzostwa Europy Teamów          | Open                                   | Netherlands                            | 6                                      |

| Zawody europejskie. Konkurencja par | Zawody europejskie. Konkurencja par | Zawody europejskie. Konkurencja par | Zawody europejskie. Konkurencja par | Zawody europejskie. Konkurencja par | Zawody europejskie. Konkurencja par |
| Rok                                 | Miejsce                             | Zawody                              | Kategoria                           | Partner                             | Pozycja                             |
| ----------------------------------- | ----------------------------------- | ----------------------------------- | ----------------------------------- | ----------------------------------- | ----------------------------------- |
| 2009                                | San Remo                            | 4. Otwarte Mistrzostwa Europy       | Open                                | Ricco van Prooijen                  | 177                                 |
| 2009                                | San Remo                            | 4. Otwarte Mistrzostwa Europy       | Miksty                              | Marion Michielsen                   | 201                                 |
| 2007                                | Antalya                             | 3. Otwarte Mistrzostwa Europy       | Open                                | Jan Jansma                          | 4                                   |
| 2007                                | Antalya                             | 3. Otwarte Mistrzostwa Europy       | Miksty                              | Meike Wortel                        | 187                                 |
| 2005                                | Teneryfa                            | 2. Otwarte Mistrzostwa Europy       | Open                                | Jan Jansma                          | 6                                   |
| 2003                                | Mentona                             | 1. Otwarte Mistrzostwa Europy       | Open                                | Jan Jansma                          | 15                                  |
| 1997                                | Haga                                | 9. Mistrzostwa Europy Par           | Open                                | Ed Hoogenkamp                       | 36                                  |
| 1996                                | Monte Carlo                         | 4. Mistrzostwa Europy Mikstów       | Mikst                               | Eyndhoven                           | 43                                  |

## Klasyfikacja
- Louk Verhees Jr. – klasyfikacja WBF (ang.)
- Louk Verhees Jr. – klasyfikacja EBL (ang.)